# Jan Hoffman (podpułkownik)
Jan Hoffman herbu własnego – podpułkownik w powstaniu kościuszkowskim, major Gwardii Konnej Koronnej w 1792 roku.
W okresie insurekcji kościuszkowskiej otrzymał patent na podpułkownika w regimencie gwardii konnej koronnej.  W 1781 roku otrzymał indygenat.